# 誓言守护者
誓言守护者（英語：Oath Keepers，或译守誓者）是一个美国极右翼民兵组织，該組織由现役和已退役的美國军人、警察和第一响应者组成。联邦调查局認定誓言守护者为一个“准军事组织”，是一个规模庞大但组织松散的民兵集合体，联邦调查局還認定誓言守护者主張美國联邦政府被一个试图剥夺美国公民权利的阴谋所控制。南方贫困法律中心認定该组织信奉陰謀論以及一些与白人至上主义有關的法律理论。2021年1月6日成員參與美國國會暴動案，2022年11月創辦人斯图尔特·罗德斯、成員梅格斯（Kelly Meggs）被法院判共謀煽動叛亂罪名成立，另2位被判無罪。2023年5月25日，罗德斯被判18年徒刑。

## 外部鏈接
- 官方网站
- State of Nevada corporate information search （页面存档备份，存于）